# Gibraltar Football League (2025/2026)
Ten artykuł dotyczy trwającego lub niedawnego wydarzenia sportowego. Informacje w nim zamieszczone mogą się zmienić lub zdezaktualizować wraz z postępem zdarzenia. Początkowe doniesienia, wyniki lub statystyki mogą być niepewne. Ostatnie aktualizacje do tego artykułu mogą nie odzwierciedlać najbardziej aktualnych informacji.
Gibraltar Football League 2025/2026 była 127. edycją rozgrywek piłki nożnej na Gibraltarze.
Czwartą pod obecną nazwą, a siódmą po restrukturyzacji najwyższą klasą rozgrywkową ligi seniorów mężczyzn.
Bierze w niej udział 12 drużyn, które w okresie od 15 sierpnia 2025 do maja 2026 rozegrają w dwóch fazach 27 kolejek meczów.
Tytuł mistrzowski broni drużyna Lincoln Red Imps.

## Drużyny
6 kwietnia 2025 FCB Magpies ogłosiło od 1 czerwca 2025 fuzję z Calpe City, stając się Calpe City Magpies - ze względu na opóźnienia w rejestracji nowego podmiotu pozostaną jako FCB Magpies przez jeszcze jeden sezon.
Po sześciu latach gry w Gibraltar Intermediate League, członkowie założyciele GFL, Hound Dogs, ogłosili 12 maja 2025, że zagrają w GFL. 
Tego samego dnia Gibraltar FA potwierdziła licencje na sezon 2025/26. 

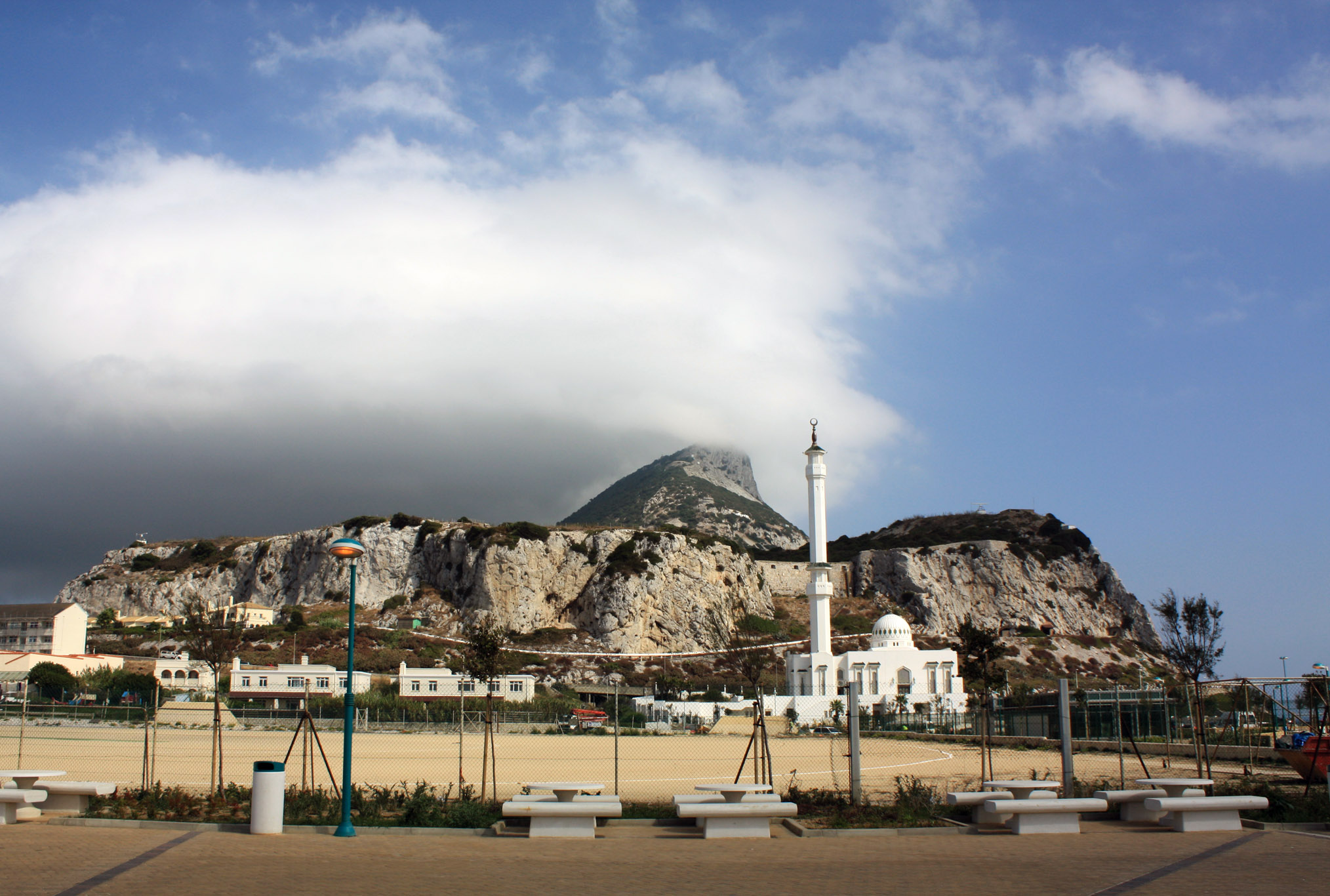
Europa Sports Park

| Uczestnicy poprzedniej edycji                                                                                 | Uczestnicy poprzedniej edycji | Uczestnicy poprzedniej edycji | Uczestnicy poprzedniej edycji |
| --- | ----------------------------- | ----------------------------- | ----------------------------- |
| LIN | Lincoln Red Imps              | 1                             |                               |
| STJ | St Joseph’s                   | 2                             |                               |
| EFC | Europa FC                     | 3                             |                               |
| MAN | Manchester 62                 | 4                             |                               |
| BRU | Bruno’s Magpies               | 5                             |                               |
| LIO | Lions Gibraltar               | 6                             |                               |
| GLA | Glacis United                 | 7                             |                               |
| COL | College 1975                  | 8                             |                               |
| LYN | Lynx                          | 9                             |                               |
| MCA | Mons Calpe                    | 10                            |                               |
| EPO | Europa Point                  | 11                            |                               |
| Gibraltar Intermediate League                                                                                 |                               |                               |                               |
| HOU | Hound Dogs                    |                               |                               |
| Oznaczenia: - kolumna pierwsza – skróty nazw drużyn, - kolumna trzecia – miejsce zajęte w poprzednim sezonie. |                               |                               |                               |

## Format rozgrywek
Rozgrywki składają się z dwóch faz. W pierwszej fazie drużyny rozegrają dwie rundy, której wyniki podzielą ligę na dwie grupy. Championship Group, w której rywalizuje 6 najlepszych drużyn, oraz pozostałych zespołów, które zakończą rywalizację. Zwycięzca Championship Group zagra w Lidze Mistrzów UEFA. Zespół z drugiego miejsca i zdobywca Rock Cup zagrają w Lidze Konferencji.
Ze względu na przebudowę Victoria Stadium, mecze w tym sezonie były rozgrywane na Europa Point Stadium.

## Faza zasadnicza
| Lp. | Drużyna          | M | Z | R | P | B+ | B– | +/– | Pkt | Kwalifikacja       |  | SJO | MON | LYN | HOU | LGI | EFC | LIN | FCM | MAN | GLA | COL | EPO |
| --- | ---------------- | - | - | - | - | -- | -- | --- | --- | ------------------ |  | --- | --- | --- | --- | --- | --- | --- | --- | --- | --- | --- | --- |
| 1   | St Joseph’s      | 1 | 1 | 0 | 0 | 6  | 0  | +6  | 3   | Championship Group |  |     |     |     |     |     |     |     |     |     |     |     | 6–0 |
| 2   | Mons Calpe       | 1 | 1 | 0 | 0 | 5  | 0  | +5  | 3   | Championship Group |  |     |     |     |     |     |     |     |     |     |     |     |     |
| 3   | Lynx             | 1 | 1 | 0 | 0 | 3  | 2  | +1  | 3   | Championship Group |  |     |     |     |     |     |     |     |     |     |     |     |     |
| 4   | Hound Dogs       | 1 | 0 | 1 | 0 | 1  | 1  | 0   | 1   | Championship Group |  |     |     |     |     | 1–1 |     |     |     |     |     |     |     |
| 5   | Lions Gibraltar  | 1 | 0 | 1 | 0 | 1  | 1  | 0   | 1   | Championship Group |  |     |     |     |     |     |     |     |     |     |     |     |     |
| 6   | Europa           | 0 | 0 | 0 | 0 | 0  | 0  | 0   | 0   | Championship Group |  |     |     |     |     |     |     |     |     |     |     |     |     |
| 7   | Lincoln Red Imps | 0 | 0 | 0 | 0 | 0  | 0  | 0   | 0   |                    |  |     |     |     |     |     |     |     |     |     |     |     |     |
| 8   | FCB Magpies      | 0 | 0 | 0 | 0 | 0  | 0  | 0   | 0   |                    |  |     |     |     |     |     |     |     |     |     |     |     |     |
| 9   | Manchester 62    | 0 | 0 | 0 | 0 | 0  | 0  | 0   | 0   |                    |  |     |     |     |     |     |     |     |     |     |     |     |     |
| 10  | Glacis United    | 1 | 0 | 0 | 1 | 2  | 3  | −1  | 0   |                    |  |     | 2–3 |     |     |     |     |     |     |     |     |     |     |
| 11  | College 1975     | 1 | 0 | 0 | 1 | 0  | 5  | −5  | 0   |                    |  | 0–5 |     |     |     |     |     |     |     |     |     |     |     |
| 12  | Europa Point     | 1 | 0 | 0 | 1 | 0  | 6  | −6  | 0   |                    |  |     |     |     |     |     |     |     |     |     |     |     |     |

## Najlepsi strzelcy
| Bramki | Strzelcy | Drużyna |
| ------ | -------- | ------- |
| Gol    |          |         |

Źródło: 